# The Pages
The Pages är öar i Australien. De ligger i delstaten South Australia, omkring 99 kilometer söder om delstatshuvudstaden Adelaide.